# 현대 i10
현대 i10(Hyundai i10)은 현대자동차가 2007년 10월에 인도에 출시한 것을 시작으로, 유럽에도 팔리고 있는 승용차이다. 차명인 i10은 현대자동차가 i30을 시작으로 유럽에서 i를 사용하는 네이밍 방식을 통해 만들어졌으며, 영감(inspiring), 기술(intelligence), 혁신(innovation)의 첫 글자인 i와 A 세그먼트를 나타내는 숫자 10을 결합하여 결정됐다. 해외에서는 아토스의 뒤를 잇는 차종이나, 현재 대한민국에는 판매되지 않는다.

## 1세대(PA)

### i10(2007년10월~2013년9월)

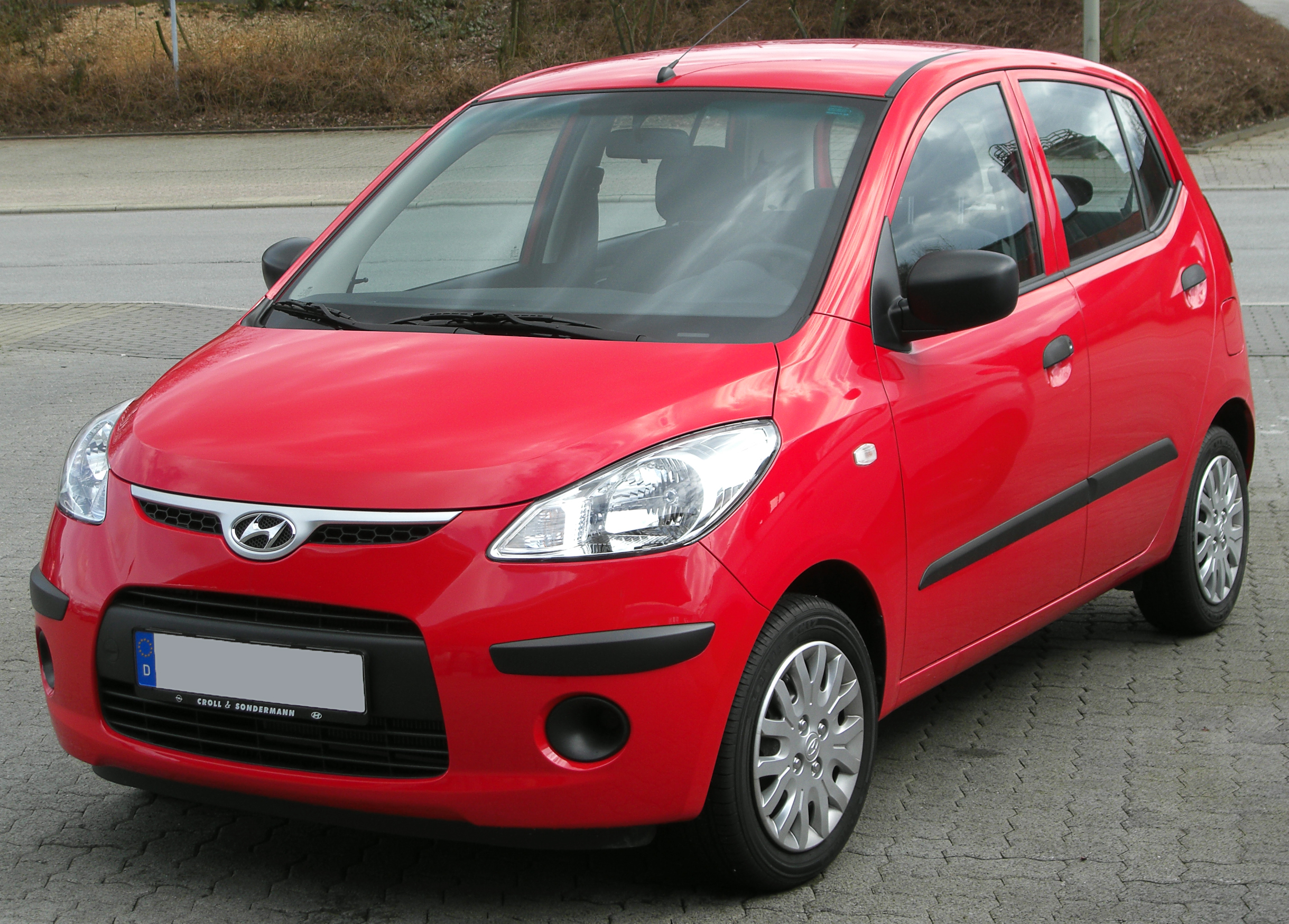
현대 i10(전기형) 정측면

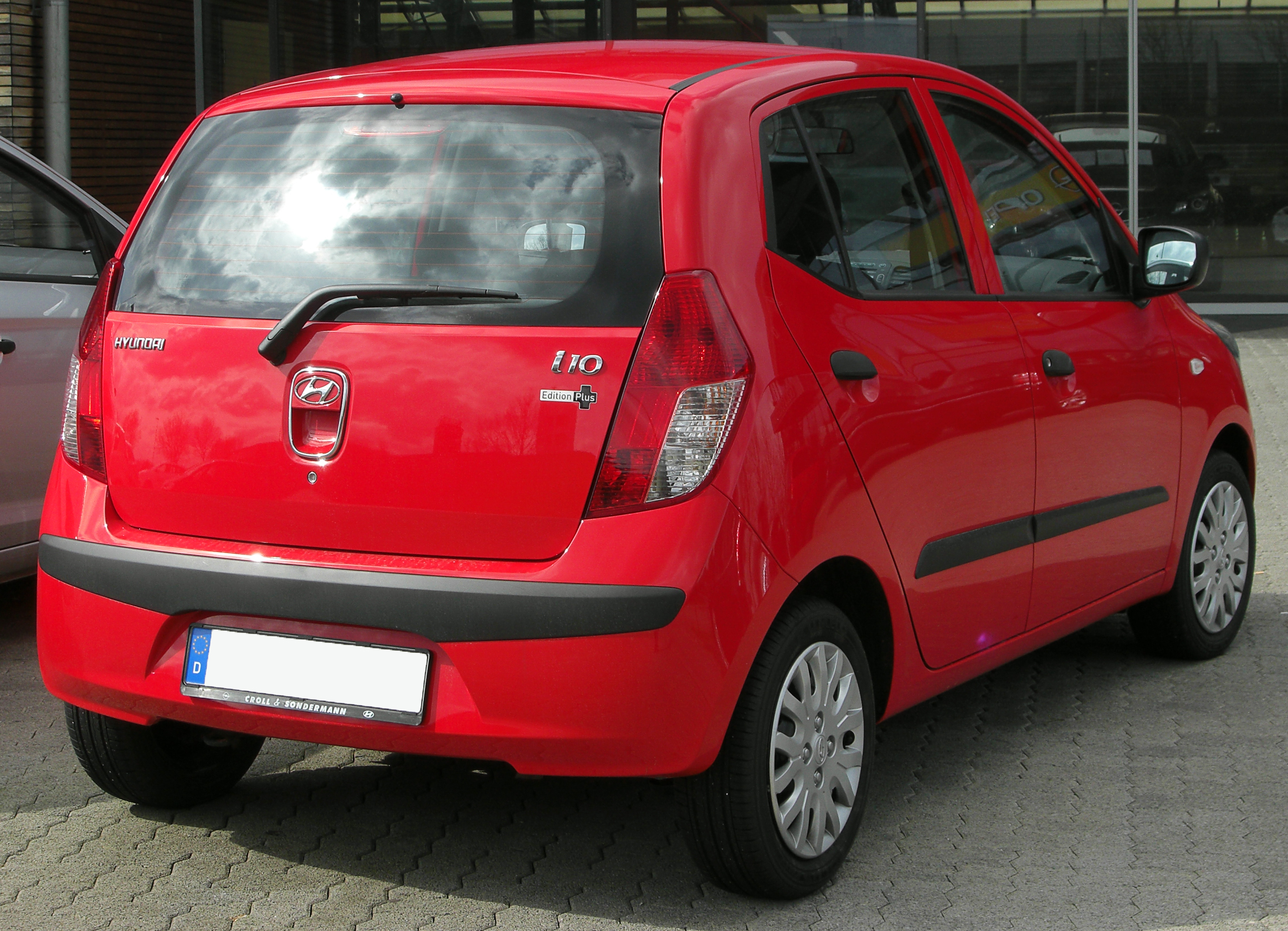
현대 i10(전기형) 후측면

현대자동차 최초의 해외 공장 전용 생산되는 차종으로, 현대자동차의 인도 첸나이 현지공장에서 생산돼 인도를 비롯해 유럽, 중남미 등지에서 판매됐다. 인도에서 판매되는 소형차 최초로 조수석 에어백이 장착됐고, ABS와 시트 벨트 프리텐셔너, 충돌 에너지 분산 구조 등이 적용돼 안전성을 높였다. 2007년 12월에는 2008년 인도 올해의 차에 선정됐다. 2009년 9월에 개최된 프랑크푸르트 국제 모터쇼에 출품된 순수 EV인 i10 일렉트릭은 49㎾ 전기 모터와 리튬 이온 배터리(13.1㎾h)를 장착해 한 번 충전으로 최대 160km를 주행할 수 있고, 시속 130km를 낼 수 있다. 413V로 15분 만에 85%를 급속 충전하며, 220V로 5시간 동안 100%를 충전할 수 있다. 2010년 9월에 페이스리프트를 거쳤으며, 이후 같은 달에 공개되어 청와대와 경기도청 등에 공급된 전기자동차인 블루온은 1세대 i10을 베이스로 제작되었다.

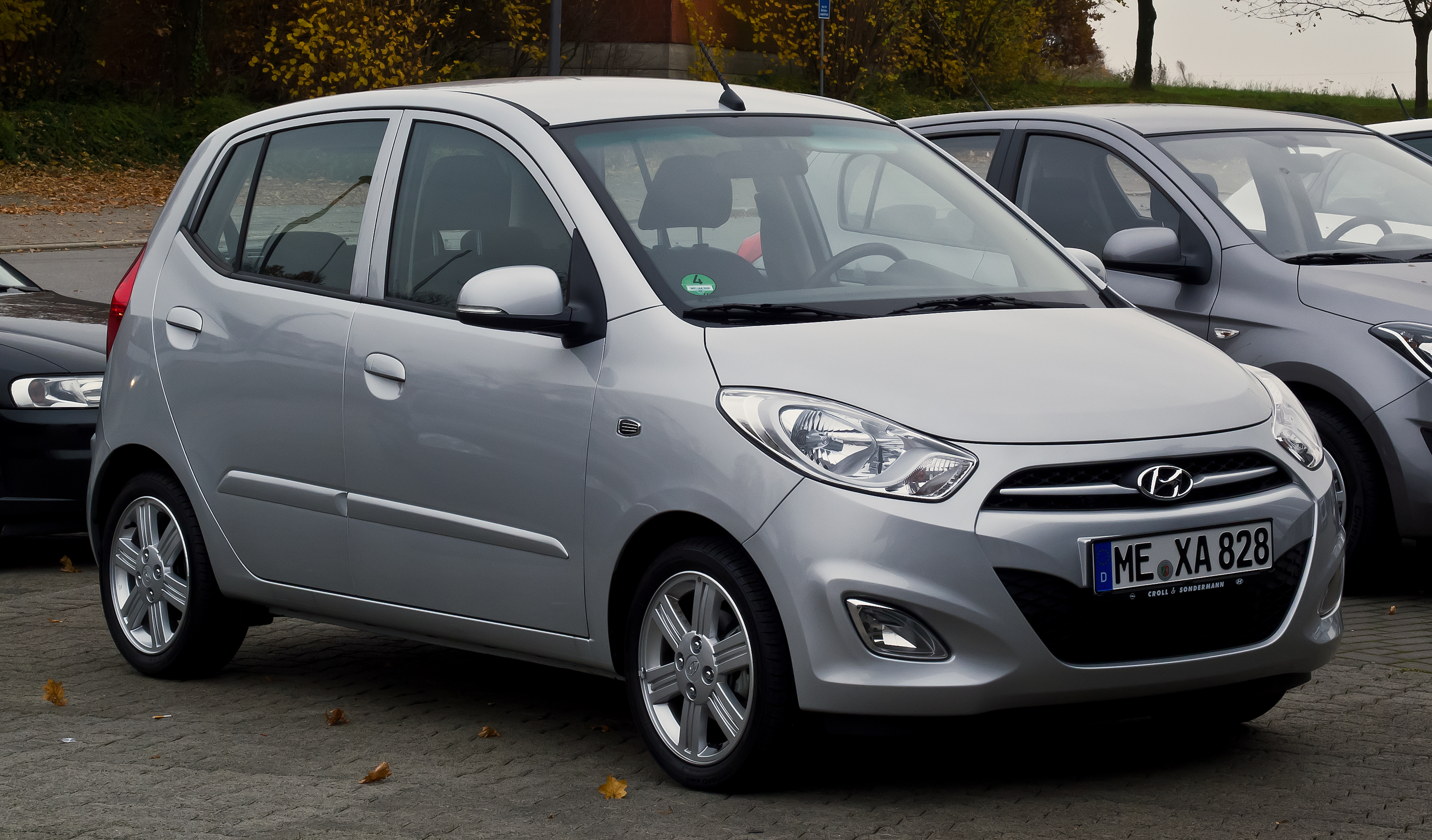
현대 i10(후기형) 정측면
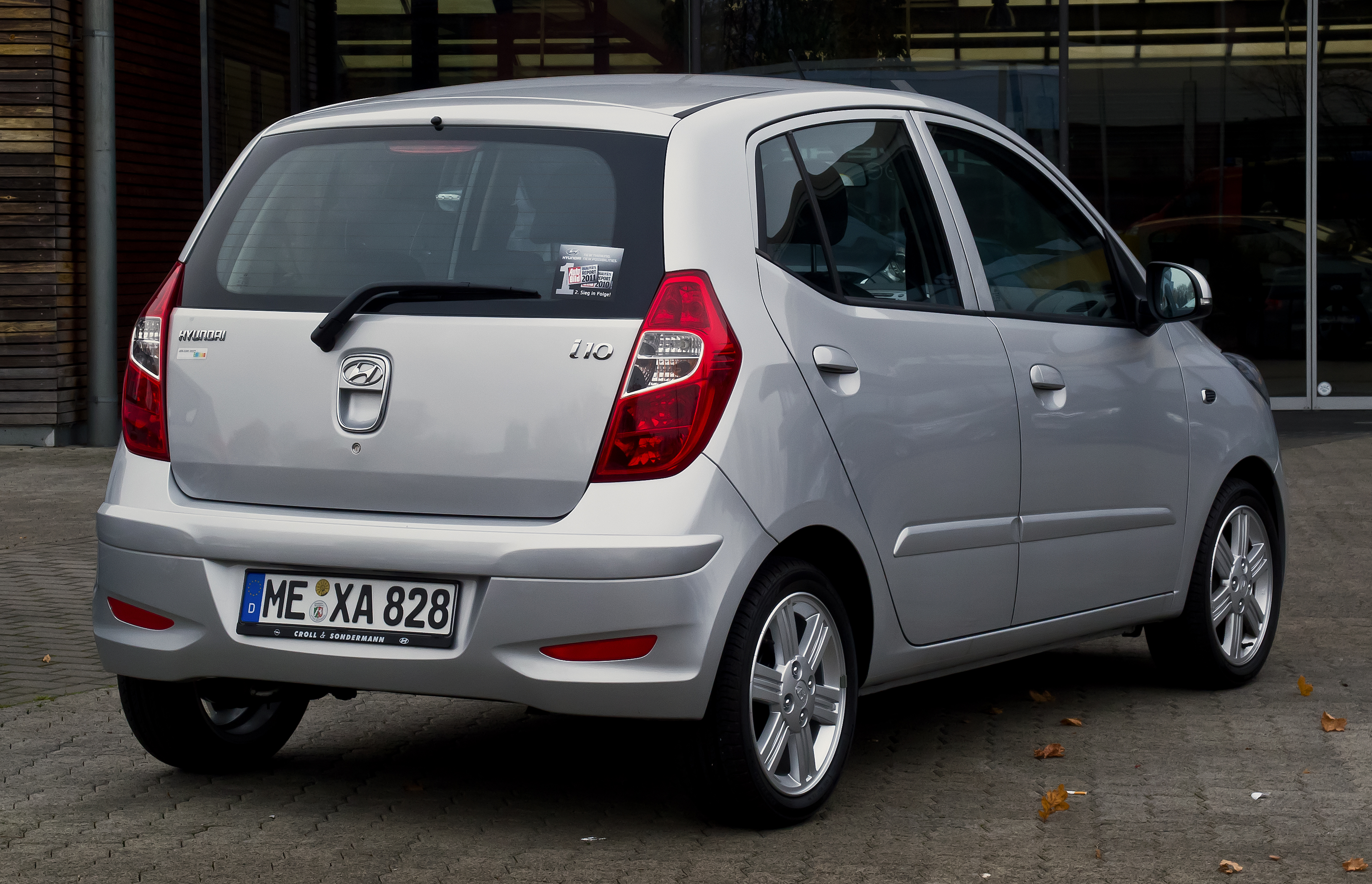
현대 i10(후기형) 후측면

제원
| 구분                 | i10(전기형) 1.1ℓ U 디젤 | i10(전기형) 1.1ℓ 입실론 가솔린 | i10(전기형) 1.2ℓ 카파 가솔린 | i10(후기형) 1.0ℓ 카파 가솔린 | i10(후기형) 1.1ℓ 입실론 가솔린 | i10(후기형) 1.2ℓ 카파 가솔린 |
| -------------------- | ----------------------- | ------------------------------ | ---------------------------- | ---------------------------- | ------------------------------ | ---------------------------- |
| 전장 (mm)            | 3,565                   | 3,565                          | 3,565                        | 3,585                        | 3,585                          | 3,585                        |
| 전폭 (mm)            | 1,595                   | 1,595                          | 1,595                        | 1,595                        | 1,595                          | 1,595                        |
| 전고 (mm)            | 1,540                   | 1,540                          | 1,540                        | 1,540                        | 1,540                          | 1,540                        |
| 축거 (mm)            | 2,380                   | 2,380                          | 2,380                        | 2,380                        | 2,380                          | 2,380                        |
| 윤거 (전, mm)        | 1,400                   | 1,400                          | 1,400                        | 1,400                        | 1,400                          | 1,400                        |
| 윤거 (후, mm)        | 1,385                   | 1,385                          | 1,385                        | 1,385                        | 1,385                          | 1,385                        |
| 승차 정원            | 5명                     | 5명                            | 5명                          | 5명                          | 5명                            | 5명                          |
| 변속기               | 5단 수동                | 5단 수동 4단 자동              | 5단 수동 4단 자동            | 5단 수동                     | 5단 수동 4단 자동              | 5단 수동 4단 자동            |
| 서스펜션 (전/후)     | 맥퍼슨 스트럿/토션 빔   | 맥퍼슨 스트럿/토션 빔          | 맥퍼슨 스트럿/토션 빔        | 맥퍼슨 스트럿/토션 빔        | 맥퍼슨 스트럿/토션 빔          | 맥퍼슨 스트럿/토션 빔        |
| 구동 형식            | 전륜 구동               | 전륜 구동                      | 전륜 구동                    | 전륜 구동                    | 전륜 구동                      | 전륜 구동                    |
| 연료                 | 디젤                    | 가솔린                         | 가솔린                       | 가솔린                       | 가솔린                         | 가솔린                       |
| 배기량 (cc)          | 1,120                   | 1,086                          | 1,248                        | 997                          | 1,086                          | 1,248                        |
| 최고 출력 (ps/rpm)   | 75/4,000                | 66/5,500                       | 78/6,000                     | 69/6,200                     | 69/5,500                       | 87/6,000                     |
| 최대 토크 (kg*m/rpm) | 15.6/1,900~2,750        | 10.1/2,800                     | 12.0/4,000                   | 9.7/3,500                    | 10.1/4,500                     | 12.2/4,000                   |

## 2세대(IA/BA)

### i10/그랜드 i10(2013년9월~2019년8월)

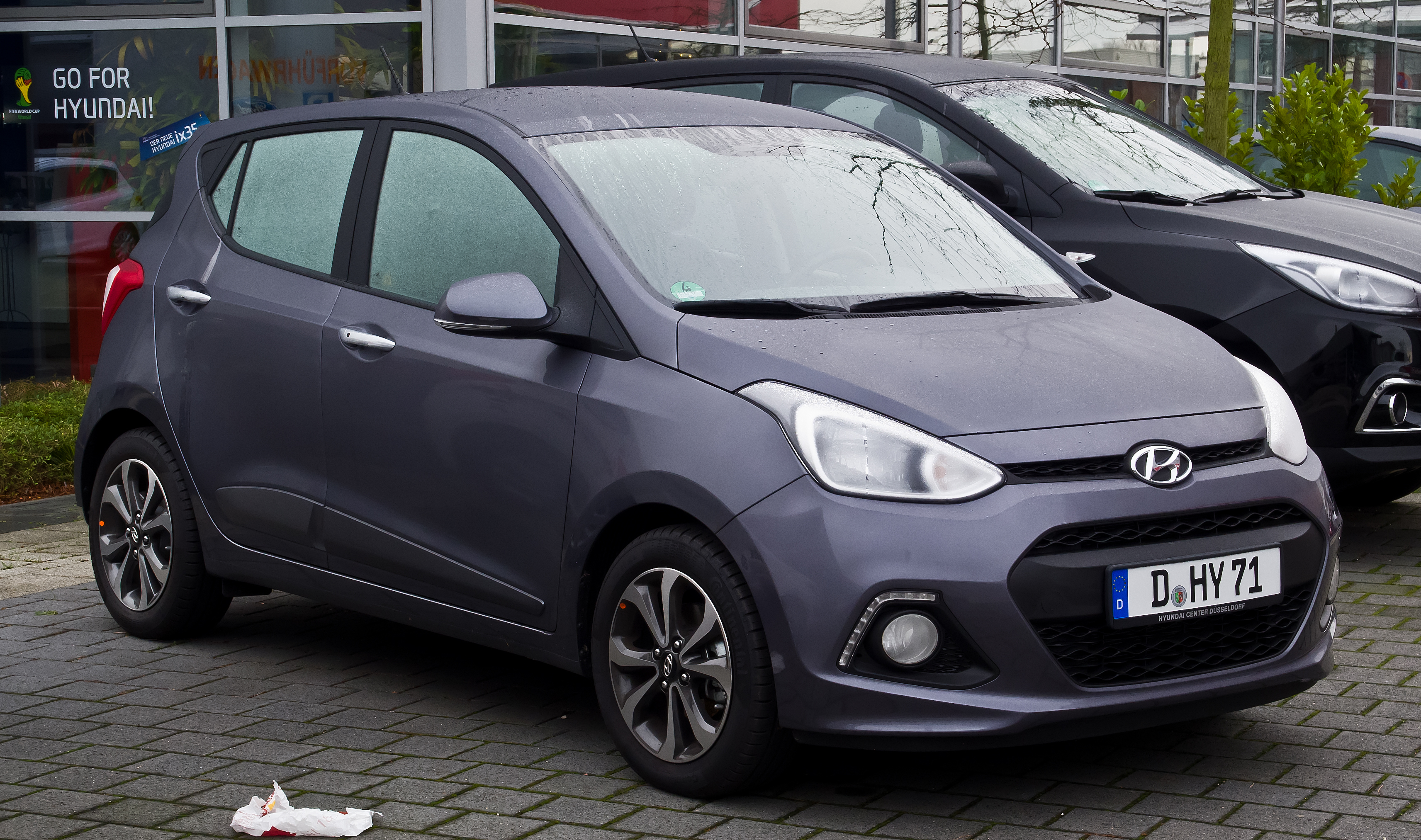
현대 i10(전기형) 정측면

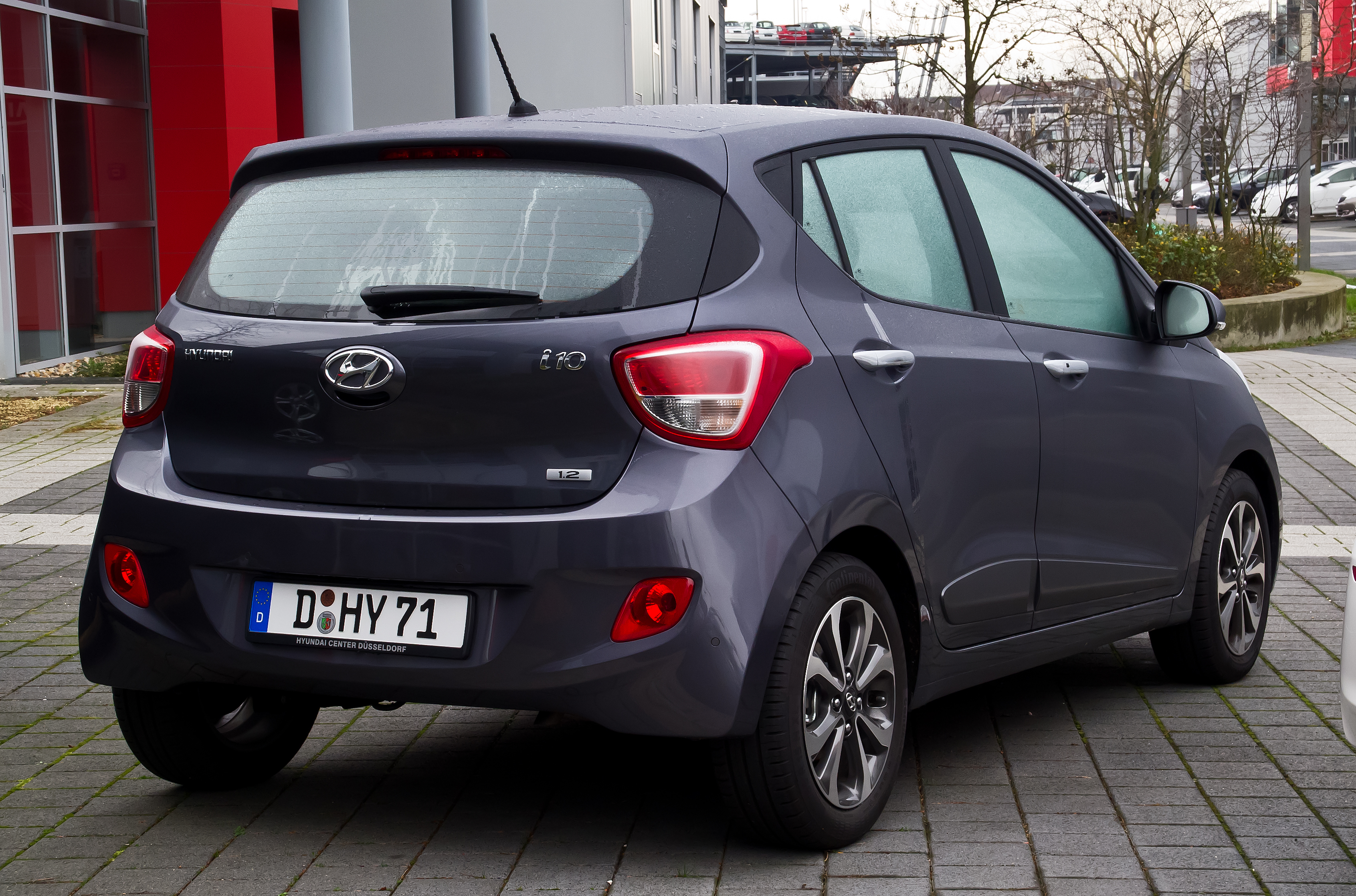
현대 i10(전기형) 후측면

2013년 9월에 개최된 프랑크푸르트 국제 모터쇼에서 공개됐다. 현대자동차의 소형차 최초로 디자인, 개발 및 생산에 이르는 모든 과정이 유럽 현지에서 이뤄진 유럽 전략형 차종이다. 1세대 i10에 비해 전폭은 넓히고, 전고는 낮춰 안정성을 높였다. 차체 크기가 확대됨에 따라 대한민국의 경차 규격에서 벗어나게 되었다. 1세대 i10에는 없던 6 에어백, 차체 자세 제어 장치, 1열 열선 시트, 크루즈 컨트롤 등 다양한 편의 및 안전장비가 적용되었다. 생산은 현대자동차 인도 공장에서 이전해 현대자동차 터키 공장에서 이뤄진다. 인도와 칠레 등에는 축거를 늘려 실내 공간을 넓힌 그랜드 i10이 판매된다. 해치백 외에 세단도 개발되었으며, 인도에서는 베르나의 아랫급 차종으로서 Xcent라는 차명으로 판매된다. 그랜드 i10은 2013년 12월에 2014년 인도 올해의 차에 선정됐다.

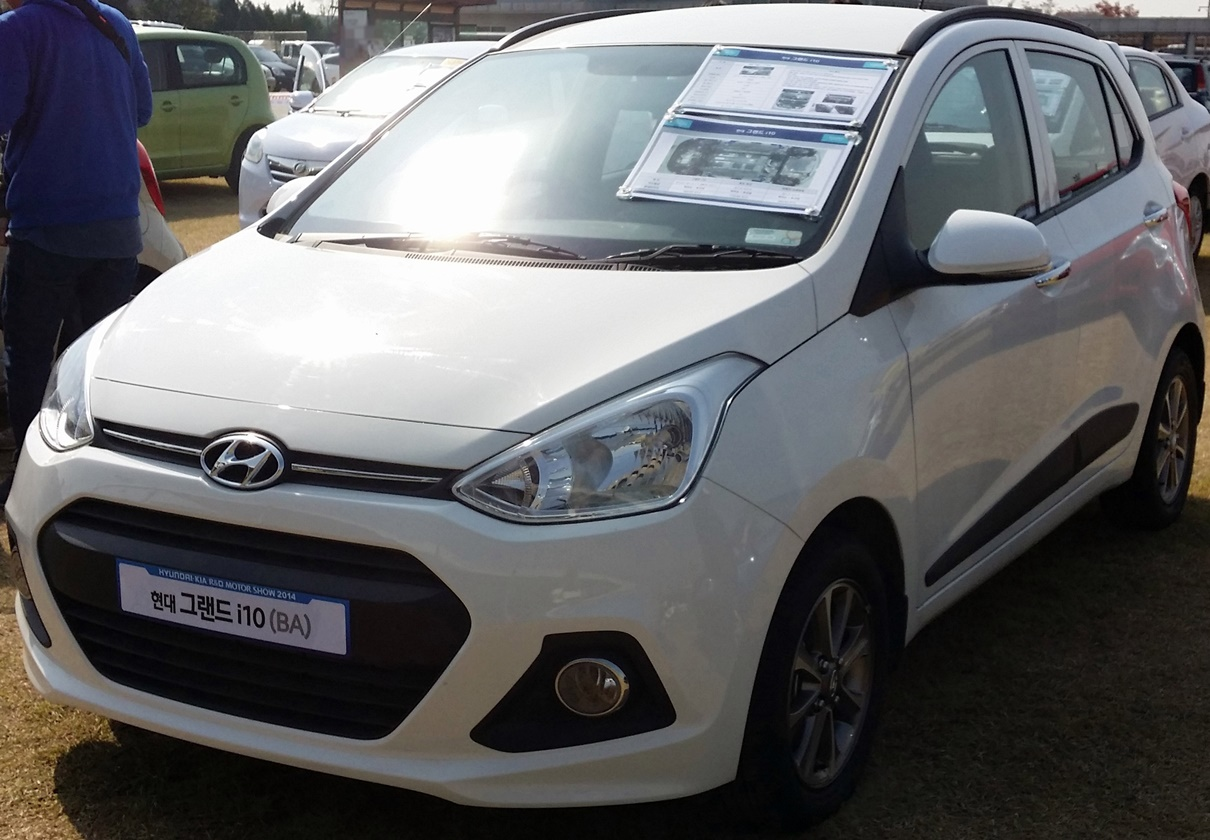
현대 그랜드 i10(전기형) 정측면
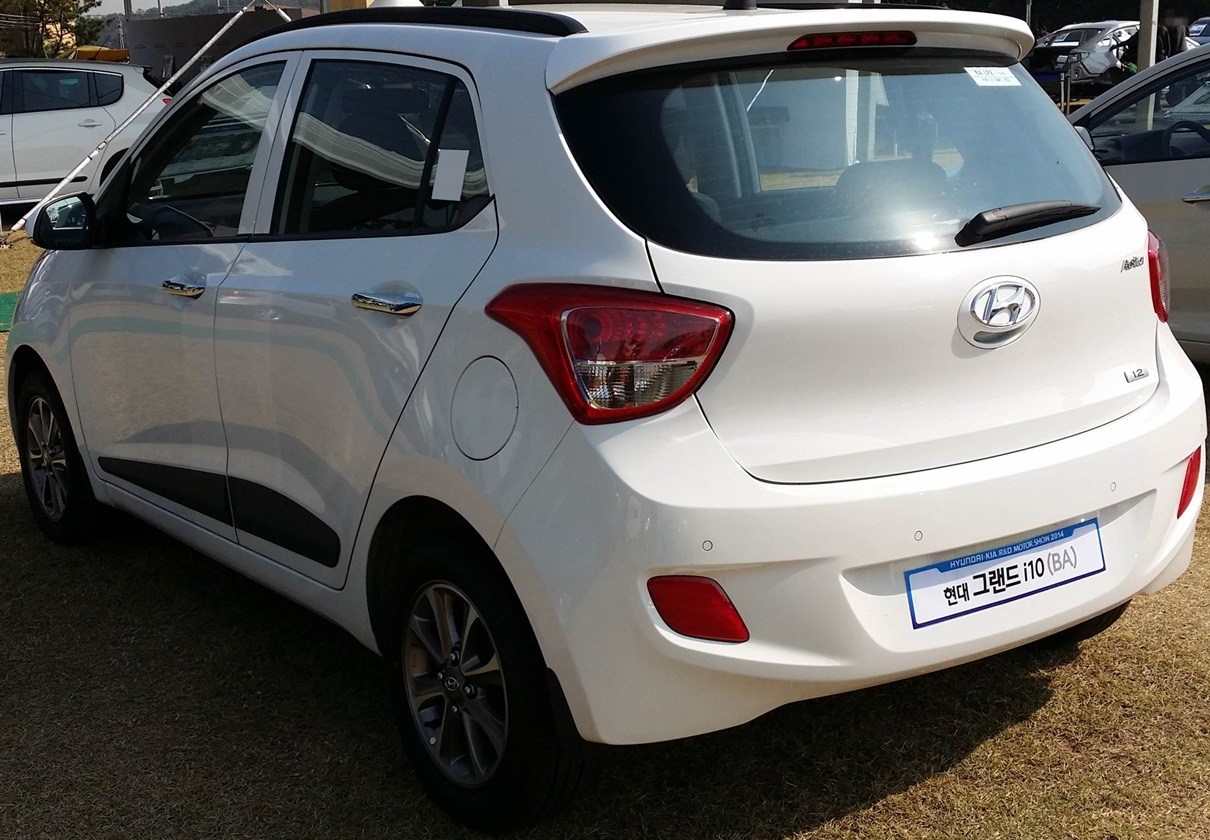
현대 그랜드 i10(전기형) 후측면
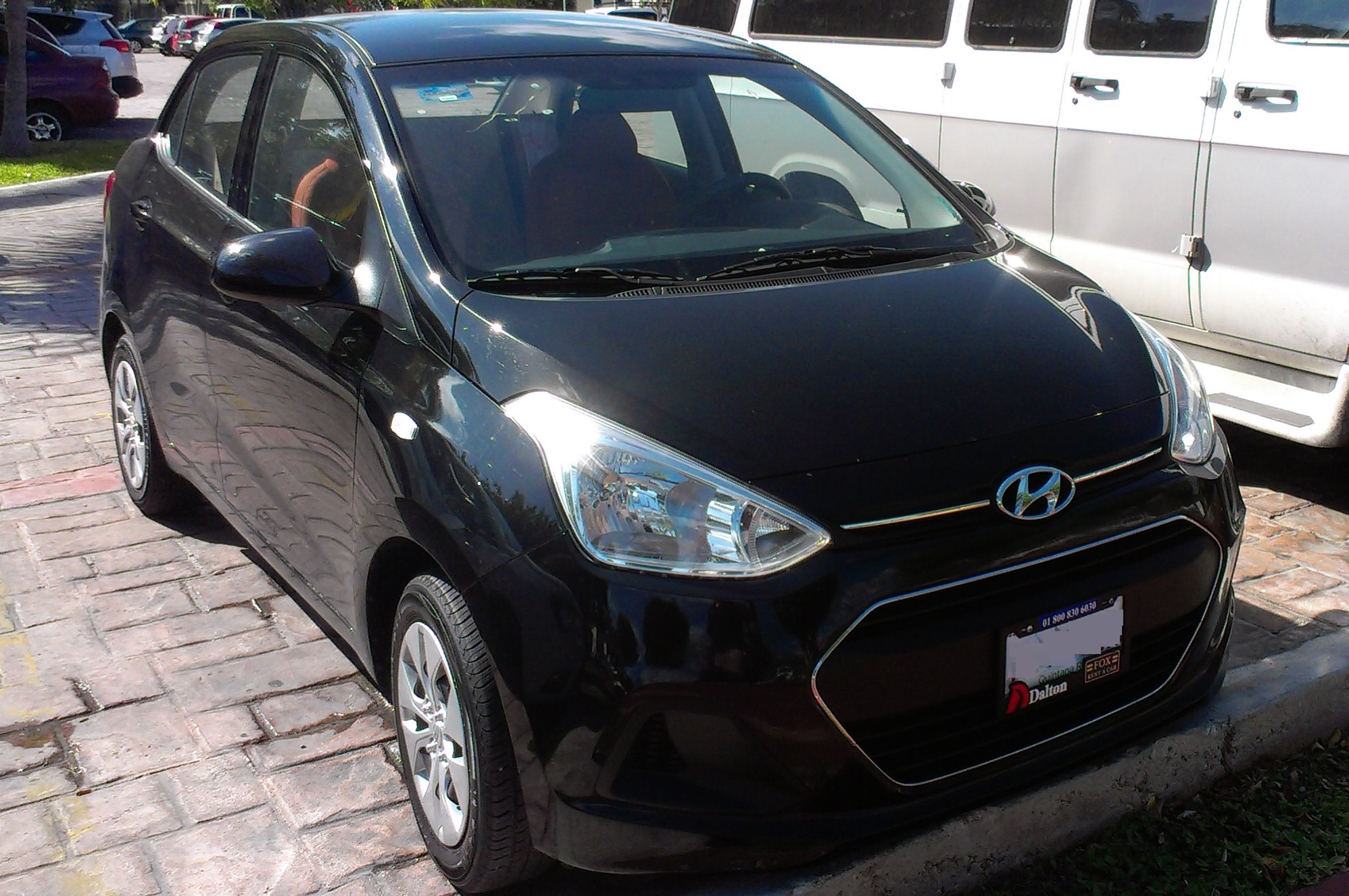
현대 그랜드 i10(세단 전기형) 정측면
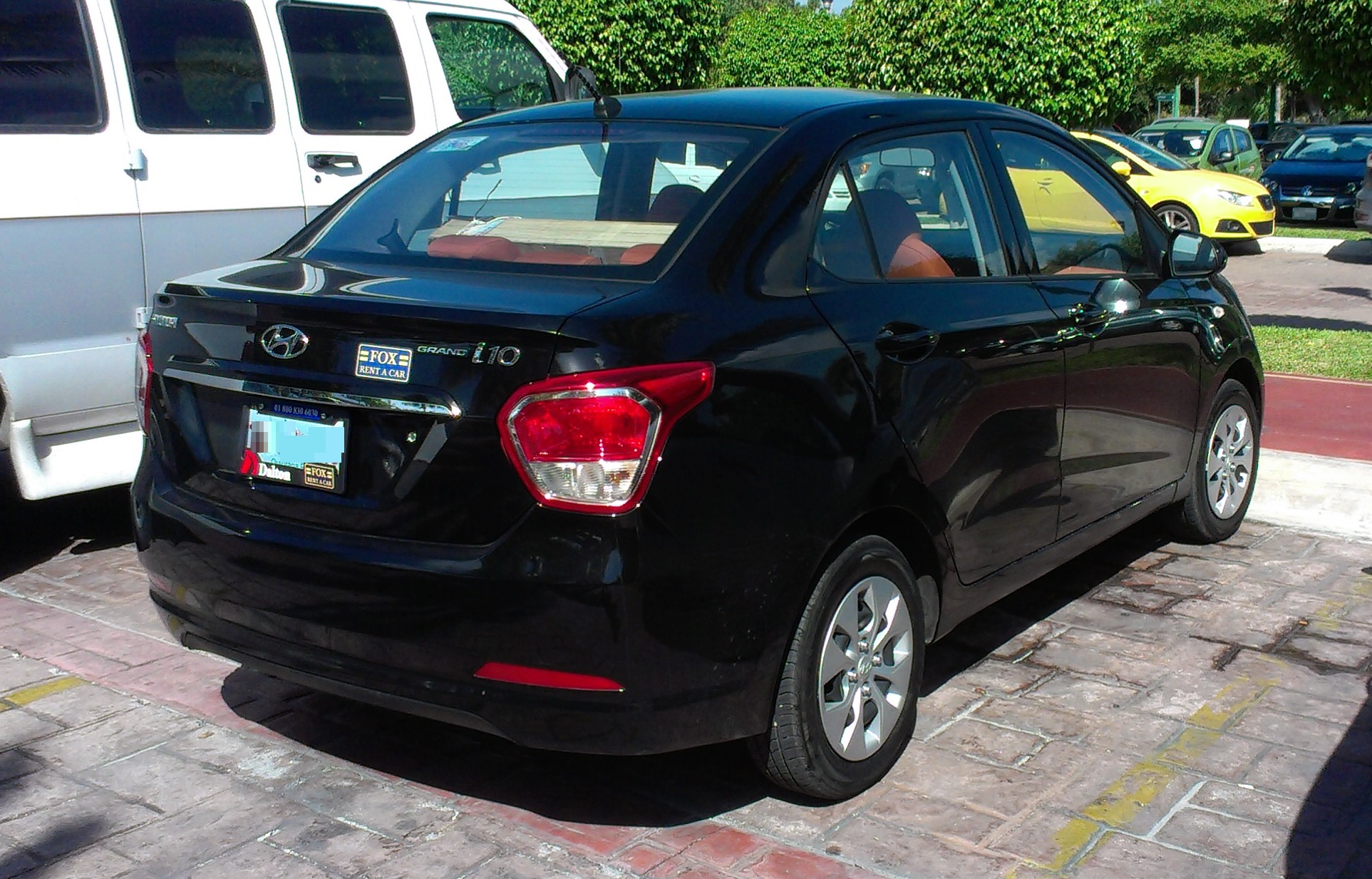
현대 그랜드 i10(세단 전기형) 후측면
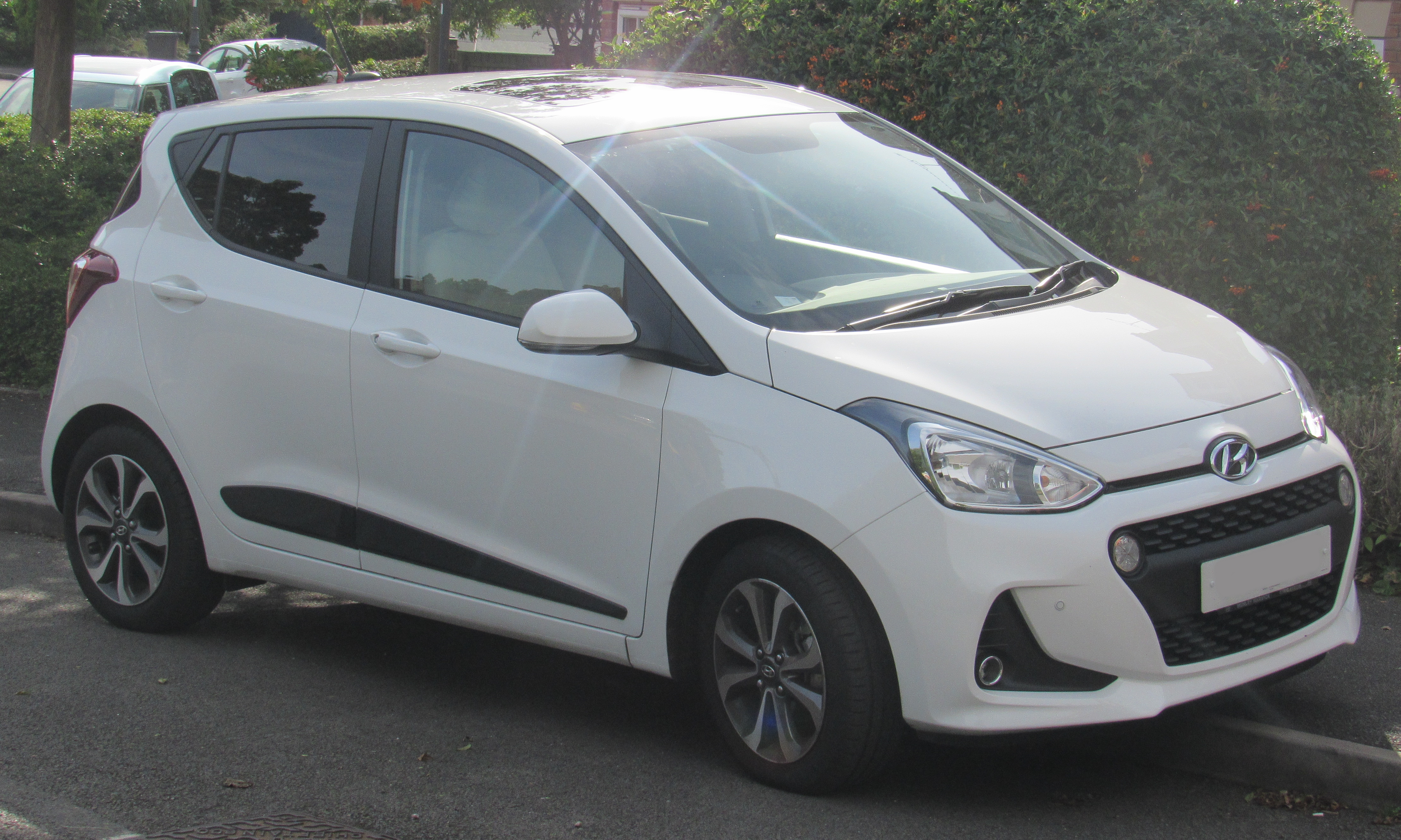
현대 i10(후기형) 정측면
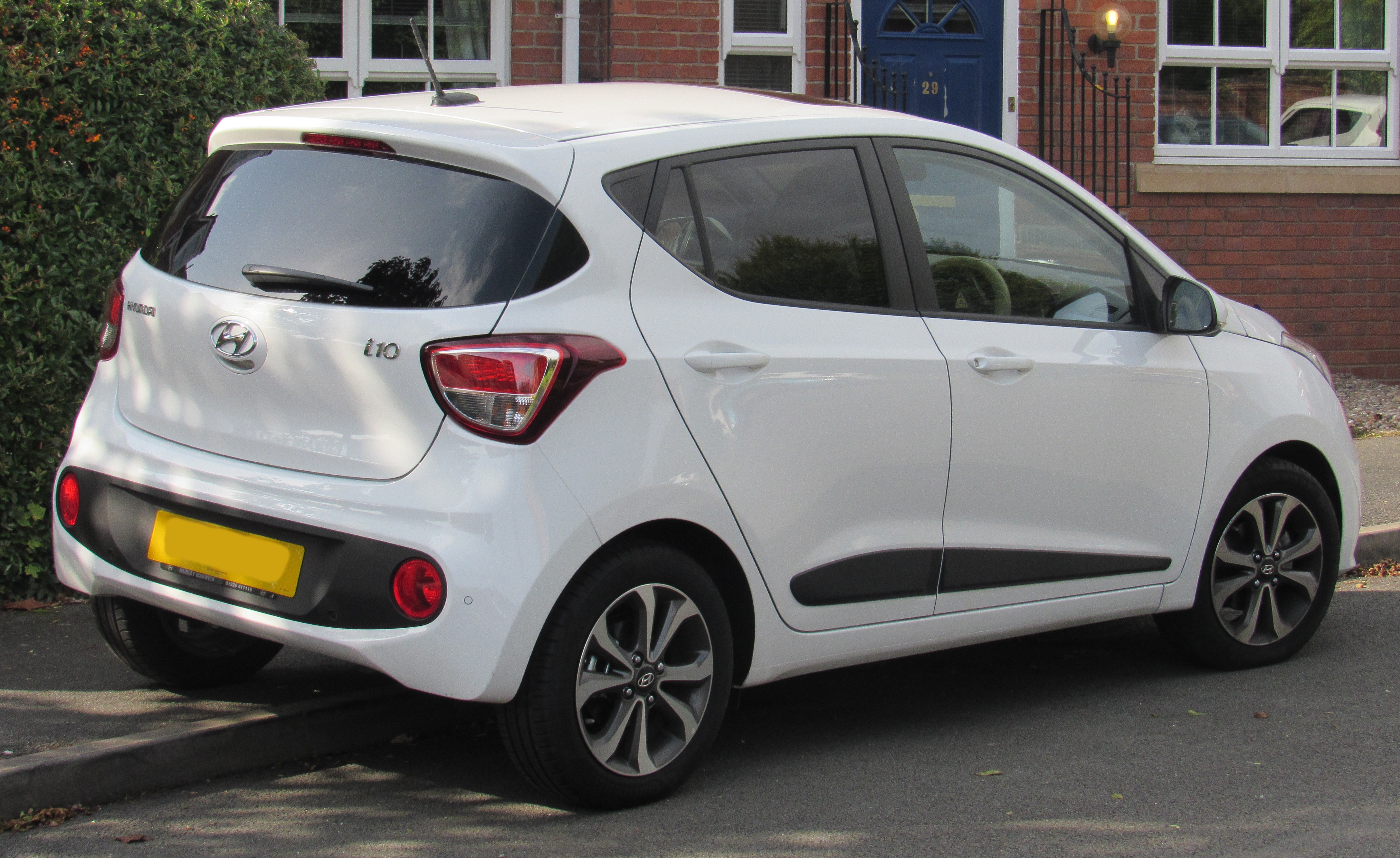
현대 i10(후기형) 후측면

제원
| 구분                 | 그랜드 i10 1.1ℓ U Ⅱ 디젤 | 그랜드 i10 1.2ℓ 카파 가솔린 |
| -------------------- | ------------------------ | --------------------------- |
| 전장 (mm)            | 3,765                    | 3,765                       |
| 전폭 (mm)            | 1,660                    | 1,660                       |
| 전고 (mm)            | 1,520                    | 1,520                       |
| 축거 (mm)            | 2,425                    | 2,425                       |
| 윤거 (전, mm)        | 1,479                    | 1,479                       |
| 윤거 (후, mm)        | 1,493                    | 1,493                       |
| 승차 정원            | 5명                      | 5명                         |
| 변속기               | 5단 수동                 | 5단 수동 4단 자동           |
| 서스펜션 (전/후)     | 맥퍼슨 스트럿/토션 빔    | 맥퍼슨 스트럿/토션 빔       |
| 구동 형식            | 전륜 구동                | 전륜 구동                   |
| 연료                 | 디젤                     | 가솔린                      |
| 배기량 (cc)          | 1,120                    | 1,197                       |
| 최고 출력 (ps/rpm)   | 71/4,000                 | 83/6,000                    |
| 최대 토크 (kg*m/rpm) | 16.3/1,500~2,750         | 11.6/4,000                  |

## 3세대(AI3)

### i10(2019년8월~현재)
2019년 프랑크푸르트 모터쇼에서 최초로 공개되었다.

## 경쟁 차종
- 기아자동차 - 모닝
- 피아트 - 500, 판다
- 스마트 - 포투
- 폭스바겐 - 업!
- 포드 - 카
- 토요타 - iQ, 아이고